# سيعة (صبر الموادم)

تعديل مصدري - تعديل

سيعه هي إحدى قرى مديرية صبر الموادم بمحافظة تعز اليمنية، بلغ تعداد سكانها 499 نسمة حسب التعداد السكاني في اليمن في 2004.